# Kohei Matsumoto
Kohei Matsumoto (松本 孝平 Matsumoto Kohei?), född 31 juli 1994 i Kanagawa prefektur, är en japansk fotbollsspelare.
Matsumoto började sin karriär 2017 i Nagoya Grampus. 2018 flyttade han till SC Sagamihara. Han spelade 13 ligamatcher för klubben.